# Louis Antoine Fauvelet de Bourrienne
Louis Antoine Fauvelet de Bourrienne, född 19 juli 1769, död 7 februari 1834, var en fransk diplomat och ämbetsman.
Bourrienne inträdde 1778 i militärskolan i Brienne-le-Château och blev här intim vän med den unge Napoleon Bonaparte. Denna vänskap blev senare av stor betydelse för honom. Under skräckväldet flydde han Frankrike, och återvände 1795 till Paris där han 1797 blev Napoleons privatsekreterare. 1801 blev han medlem av statsrådet, och 1804 Frankrikes representant i nedersaxiska kretsen med säte i Hamburg, i syfte att övervaka de rojalistiska agenternas verksamhet och senare att tillse kontinentalsystemets upprätthållande. Bourrienne anklagades dock för att ha tagit mutor och dömdes 1811 att till statskassan inbetala 1 miljon francs. Dessa pengar efterskänktes 1814 av den provisoriska regeringen, då Bourrienne anslutit sig till Napoleons fiender. Under de hundra dagarna följde Bourrienne Ludvig XVIII till Belgien, fungerade en kort tid som dennes sändebud i Hamburg och återvände med kungen till Paris. Han var medlem av deputeradekammaren 1815-27 och anslöt sig där till rojalisterna. Dåliga affärer tvingade honom att lämna landet, och han begav sig till Belgien där han skrev sina memoarer, som utgavs i 10 band 1829. Memoarerna väckte uppmärksamhet genom en rad för Napoleon inte särskilt smickrande detaljer.